# Одиночка (Матигорское сельское поселение)
Одиночка — деревня в Холмогорском районе Архангельской области.

## География
Находится в центральной части Архангельской области на расстоянии приблизительно 4 км на юг по прямой от районного центра села Холмогоры на левобережье реки Северная Двина.

## История
В 1905 году здесь (тогда деревня Холмогорского уезда Архангельской губернии) было учтено 9 дворов. До 2022 года входила в Матигорское сельское поселение до его упразднения.

## Население
Численность населения: 55 человек (1905), 34 (русские 100 %) в 2002 году, 28 в 2010.